# Kranes konditori (film)
Kranes konditori är en norsk svartvit dramafilm från 1951 i regi av Astrid Henning-Jensen. Filmen bygger på Cora Sandels roman med samma namn och i huvudrollen som den fattiga Katinka Stordal ses Rønnaug Alten.

## Handling
Filmen utspelar sig i en liten norsk kuststad och följer Katinka Stordals liv. Filmen skildrar hennes ensamhet och längtan efter kärlek. Den enda man hon någonsin älskat har lämnat henne utan att ta farväl. Från sina barn får hon varken ömhet eller vänlighet utan bara hårda, kalla krav. Katinka kämpar för att hålla ihop hemmet. En dag möter hon den svenske sjömannen Stivhatten (Erik Hell) på Kranes konditori. Om mötet dem emellan skvallras det friskt i staden, och Katinkas agerande väcker förargelse hos många: Tänker hon lämna hem och barn?

## Rollista
- Rønnaug Alten – Katinka Stordal
- Erik Hell – Stivhatten
- Wenche Foss – Elise Gjør
- Harald Heide Steen – Justus Gjør
- Kolbjørn Buøen – Peder Stordal
- Lydia Opøien – fru Krane
- Randi Kolstad – Borghild Stordal
- Toralv Maurstad	– Jørgen Stordal
- Jon Lennart Mjøen – Lydersen
- Carl Struve	– Buck, sakförare
- Ingeborg Steffens – fröken Sønstegård
- Siri Rom – fröken Larsen
- Aud Schønemann – fröken Thorsen
- Eva Steen – fru Buck
- Sigrun Otto – fru Breien
- Brita Bigum – fru Berg
- Marit Halset – fru Settem
- Turid Haaland – fru Fosnes
- Harald Heide Steen Jr. – Justus (ej krediterad)
- Harald Aimarsen (ej krediterad)

## Om filmen
Filmen regisserades av den danska regissören Astrid Henning-Jensen. Hon skrev även manus baserat på Cora Sandels roman med samma namn från 1945. Filmen producerades av Norsk Film A/S med Arthur J. Ornitz som fotograf. Den klipptes samman av Jan Erik Düring. Musiken komponerades av Pauline Hall.
Premiären ägde rum den 15 februari 1951 i Oslo. Den hade dansk premiär den 12 september 1951 och japansk premiär den 19 mars 1954. Sveriges Television visade filmen den 15 december 1973 i TV2.